# 王髦
王髦，漢末三國人物。
起初王髦贈送楊修一把劍，名「王髦劍」，而楊修將這把劍送給五官中郎將曹丕，曹丕那時相當珍惜，也很常帶著這把劍，每次都向別人說「這是楊脩劍」，直至曹丕即位後，更是牽掛著先前被處死的楊修，為了這把劍的恩情還派人找王髦賞賜穀糧和布帛。

## 來源
1. ↑  《藝文類聚》引《文士傳》：「魏文帝愛楊脩才．脩誅後．追憶脩．脩曾以寶劍與文帝．帝後佩之．告左右曰．此楊脩劍也。」
2. ↑  《三國志註·曹植傳·典略註》初，脩以所得王髦劍奉太子，太子常服之。及即尊位，在洛陽，從容出宮，追思脩之過薄也，撫其劍，駐車顧左右曰：『此楊德祖昔所說王髦劍也。髦今焉在？』及召見之，賜髦谷帛。